# Adomerus biguttatus
Espèce
Synonymes
- Sehirus biguttatus Linnaeus, 1758[1]

Adomerus biguttatus est une espèce d'insectes hémiptères du sous-ordre des hétéroptères (punaises), de la famille des Cydnidae, et de la sous-famille des Sehirinae, présente en Europe, en Sibérie et jusqu'en Asie centrale.

## Description
Il s'agit d'une punaise de taille moyenne (5 à 8 mm), au corps ovale, noir brillant finement bordé de blanc crème. Elle est immédiatement reconnaissable à ses deux taches blanc crème qui ornent ses cories (partie coriacée des ailes antérieures). Ces taches peuvent parfois être absentes, mais dans ce cas, la zone correspondante forme un point calleux élevé, moins ponctué, ce qui la distingue des Canthophorus à bordure blanche sans tache. Il n'y a pas de soies sur les bords de la tête, du pronotum et des cories (voir Cydninae). La membrane est fumée. Le métasternum n'a pas de carène médiane,. 
Les juvénile ont l'abdomen rougeâtre, strié dans la largeur, avec le connexivum marqué de noir, et trois marques noires sur les tergites centraux. 

## Répartition
A. biguttatus est présent dans l'Ouest du Paléarctique, du Portugal au Kazakhstan. Elle est absente de l'Est paléarctique (les données de Chine ou de Mongolie sont liées à des erreurs d'identification, d'autres Adomerus (rotundus, triguttulus, variegatus) ayant également des taches similaires mais généralement plus fines). 
En Europe, elle est très rare dans la péninsule ibérique,, mentionnée de Catalogne. 
En France, elle reste rare, présente à l'Ouest et à l'Est (notamment Jura, Haute-Saône, Territoire de Belfort, Savoie),,, mais absente du centre, de la zone méditerranéenne et de Corse,. 
Elle est rare et en déclin en Grande-Bretagne, à cause de l'abandon des pratiques de gestion traditionnelle des forêts qui créaient des espèces ouverts propices, et a été revue en 2021 après 30 ans en Écosse où elle est très rare (huit données seulement),,.
On la rencontre dans le nord jusqu'au nord de la Norvège, en Laponie finlandaise, et en Sibérie.
En Italie, elle est présente dans le nord.

## Biologie
Cette espèce est phytophage et habite les sous-bois, les clairières et les prairies en lisières, dans les zones acides. Ces habitats sont souvent en régression à cause du changement des pratiques de gestion forestière.  
Elle se nourrit sur les plantes d'Épiaire officinale  (Stachys officinalis, Lamiaceae) et de Mélampyre (Orobanchaceae), surtout du Mélampyre des prés (Melampyrum pratense), mais également Mélampyre à  crête  (Melampyrum  cristatum), principalement des racines. On la rencontre également dans la mousse. Elle atteint 1800 mètres en montagne. 
Le Mélampyre lui donne son nom anglais de « Cow Wheat Shield Bug », cow wheat étant le nom commun du Mélampyre des prés. Elle semble ailleurs avoir une écologie parallèle à celle de la Mélitée du Mélampyre, un papillon, et les deux espèces cohabitent souvent. 
Il y a une génération par année, qui devient adulte en août.   

## Galerie

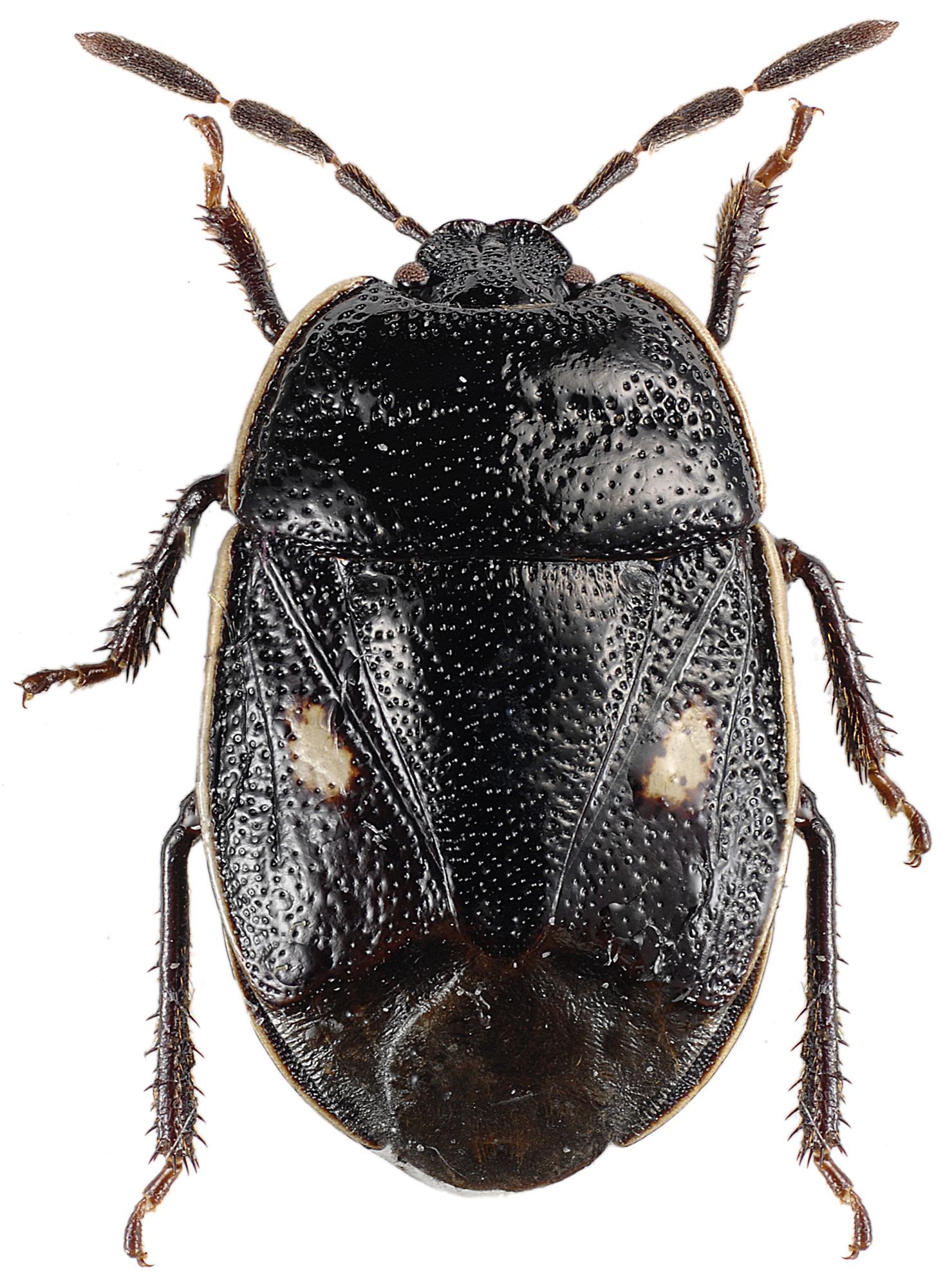
Adomerus biguttatus, individu en collection.
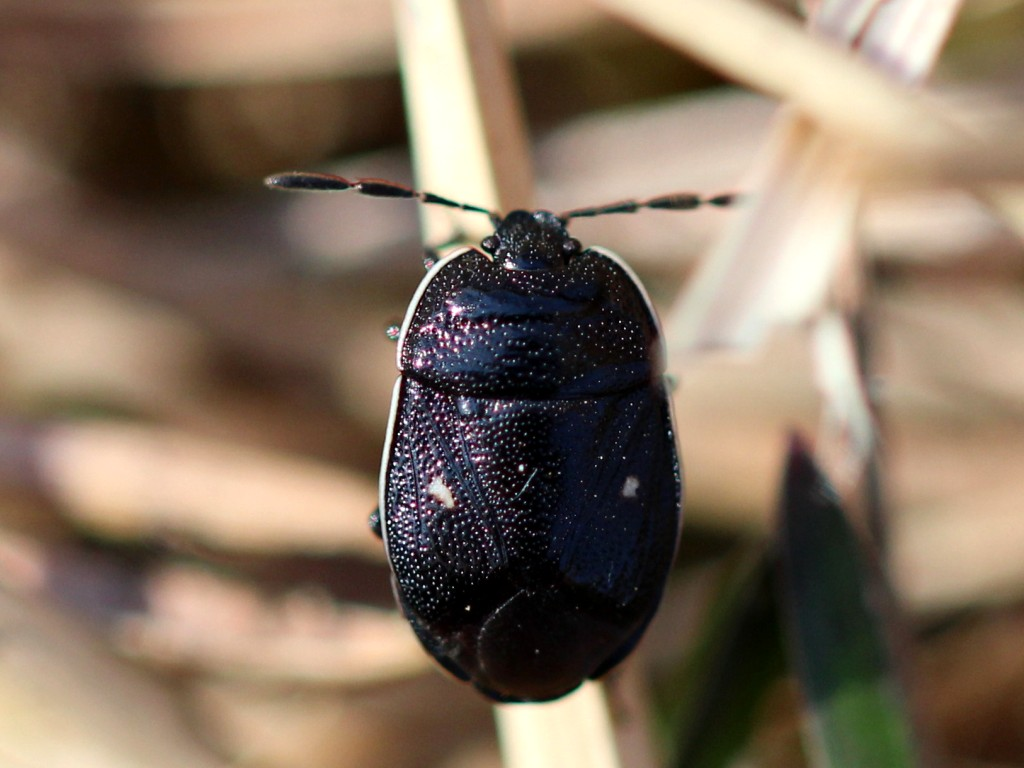
Individu en Lettonie.
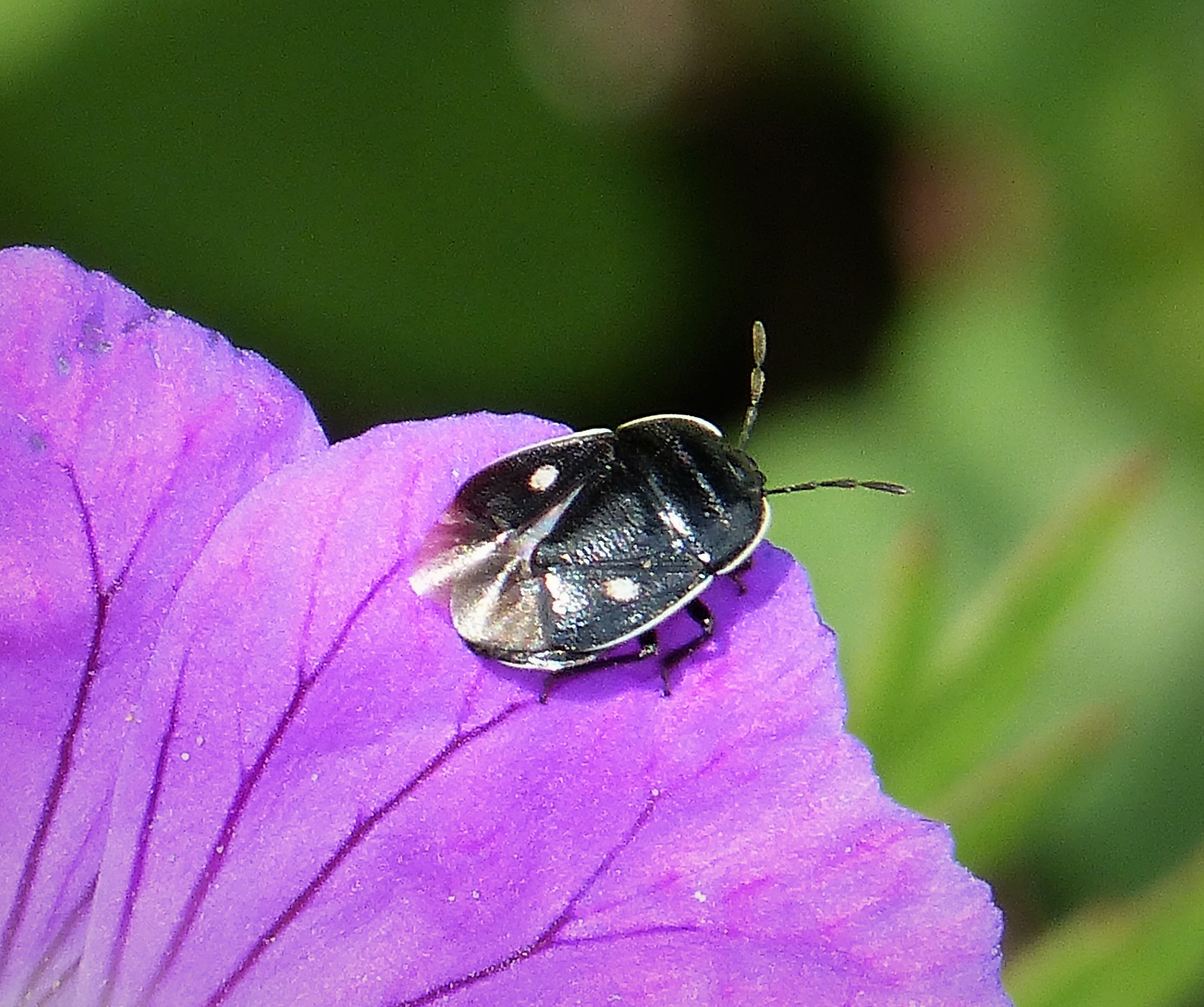
En Albanie, sur une fleur.
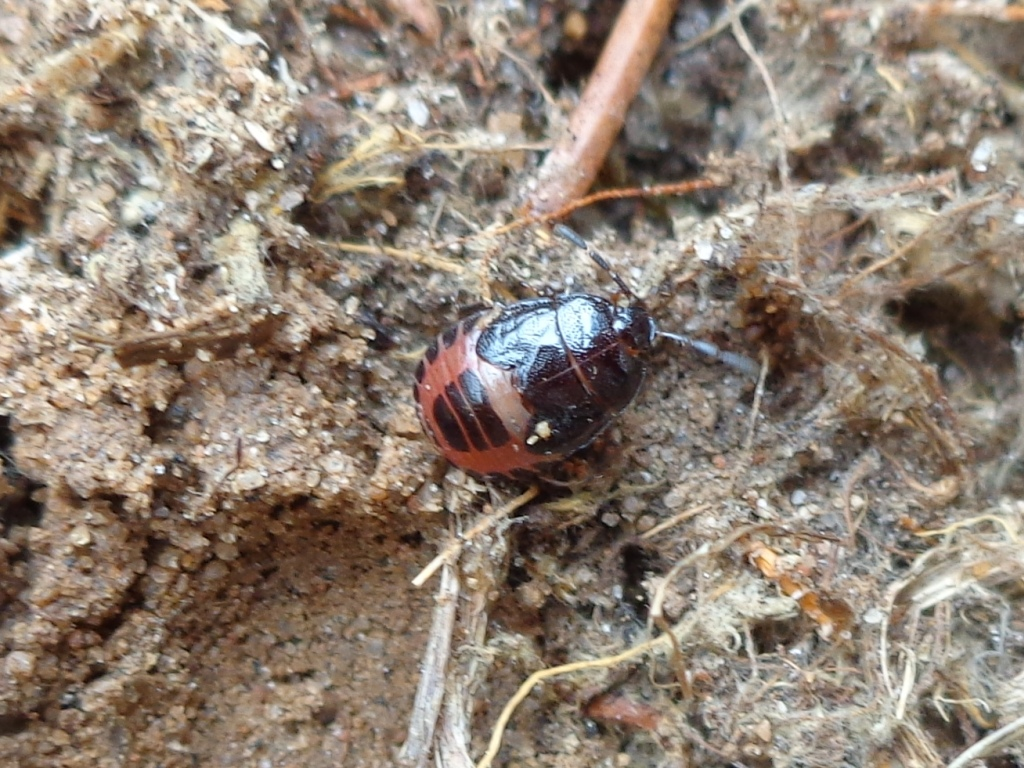
Juvénile au dernier stade, Lettonie.

## Systématique
Adomerus biguttatus a été décrit par Carl von Linné sous le nom (protonyme) de Cimex biguttatus, car Linné a placé toutes les punaises terrestres alors connues dans ce genre de Cimex. Il est déplacé dans Adomerus par Étienne Mulsant et Claudius Rey en 1866, conçu alors comme un sous-genre du genre Canthophorus . Adomerus est ensuite élevé au rang de genre par Victor A. Signoret en 1881.    
C'est l'espèce type du genre Adomerus.

### Étymologie
L'épithète spécifique biguttatus signifie « à deux gouttes », qui décrit le dessin caractéristique de l'espèce. De fait, c'est la seule dans le paléarctique ouest à présenter ce dessin, qui la rend facilement reconnaissable.